# Вшивков, Сергей Анатольевич
Сергей Анатольевич Вшивков (род. 29 июня 1947, Верхняя Пышма) — советский и российский химик, специалист в области физической химии полимеров, доктор химических наук (1993), профессор (1994).

## Биография
В 1965 году окончил с золотой медалью среднюю школу и поступил в Уральский госуниверситет (УрГУ) на химический факультет, который с отличием окончил в 1970 году. Во время учебы являлся Ленинским стипендиатом. В 1970 году поступил в аспирантуру на кафедру высокомолекулярных соединений (УрГУ). С 1973 года работал на этой кафедре в должности ассистента, с 1981 года — в должности доцента, с 1994 года — в должности профессора. В 1978 году защитил кандидатскую диссертацию в МГУ им. М. В. Ломоносова, в 1993 году — докторскую диссертацию в МИТХТ. В 2001—2016 годах — заведующий кафедрой высокомолекулярных соединений УрГУ (с 2011 года — УрФУ).

## Научная деятельность
С. А. Вшивков является автором и соавтором более 400 научных публикаций, в том числе 6-ти монографий, 12-ти учебных пособий, ряда обзоров. Исследования С. А. Вшивкова поддержаны РФФИ (1994—1995, 2000—2003, 2005—2008), CRDF (2000—2006, 2008—2009), Федеральным агентством по образованию, № ГК:П330 от 20.07.2009 (2009—2011), ГК НК-494П (2010—2011), АВЦП «Развитие научного потенциала высшей школы (2009—2010)», 2.1.1/1535 (2009—2010), Образовательной программой Госкорпорации «Роснанотех» (2011).
Результаты работ С. А. Вшивкова хорошо известны в России и за рубежом. Его научные интересы лежат в области изучения термодинамики и структуры полимерных систем. Им выявлены закономерности влияния химического строения компонентов на фазовые переходы и структуру растворов, гелей и смесей полимеров в статических условиях и при деформировании в широком диапазоне температур. Установлено, что деформирование приводит к значительному (на десятки градусов) смещению бинодалей и кривых ликвидуса полимерных систем. Изучено влияния концентрации, молекулярной массы и гибкости цепи полимера, соотношения поверхностных энергий компонентов, напряжения и скорости деформирования на фазовые переходы, вызванные механическим полем. Обнаружена инверсия влияния механического поля на взаимную растворимость компонентов. Получены принципиально новые данные, развиты теоретические представления о фазовых переходах в полимерных гелях: предложена и экспериментально обоснована диаграмма состояния, обнаружен пульсирующий механизм фазового распада. Показано, что деформирование гелей приводит к изменению их диаграмм состояния.
Изучены фазовые жидкокристаллические переходы и структура растворов полимеров в статических условиях, в механическом и магнитном полях. Обнаружено, что внешнее поле вызывает смену холестерических ЖК на нематические, образование доменов в растворах и значительное изменению температуры возникновения ЖК-фаз. С увеличением молекулярной массы полимера способность его макромолекул к ориентации во внешних полях уменьшается. Растворы ЖК-полимеров являются «системами с памятью»: после прекращения воздействия на них магнитного поля ориентация макромолекул сохраняется в течение многих часов. Полученные данные формируют новые представления о термодинамической устойчивости многокомпонентных систем в механическом и магнитном полях.
Впервые для растворов полиэлектролитов обнаружено влияние магнитного поля на их реологические свойства, фазовые переходы и структуру.

## Педагогическая деятельность
С. А. Вшивков — Почетный работник высшего профессионального образования РФ, Заслуженный работник науки и образования РАЕ, Федеральный эксперт в области научно-технической сферы России, руководитель Ведущей научной школы УрФУ «Уральская школа физикохимии полимеров», эксперт по образовательным программам Госкорпорации «Роснанотех», Ветеран труда, Ветеран УрГУ, Лауреат трех премий УрГУ и УрФУ по научной и учебно-методической работе, Победитель конкурса УрФУ «Профессор года» (2013). Награжден Президиумом РАЕ дипломом «Золотая кафедра России» и орденом «Labore et scientia (Трудом и знанием)».
Выступал с лекциями и докладами в Германии, Франции, Чехии, Словакии, Нидерландах, Дании. В 2009 году работал приглашенным профессором в Техническом университете Берлина.
Подготовил одного доктора и четырех кандидатов химических наук.